# Xunyu
Xunyu (kinesiska: 鲟鱼) är en köping i östra Kina. Den ligger i Tongcheng i Anqing i provinsen Anhui, omkring 130 kilometer söder om provinshuvudstaden Hefei. Antalet invånare är 616. Befolkningen består av 316 kvinnor och 300 män. Barn under 15 år utgör 11,0 %, vuxna 15-64 år 73 %, och äldre över 65 år 14,0 %.